# Финтинеле (Муреш)
Финтинеле (рум. Fântânele) — село у повіті Муреш у Румунії. Адміністративний центр комуни Финтинеле.
Село розташоване на відстані 243 км на північний захід від Бухареста, 21 км на південний схід від Тиргу-Муреша, 97 км на південний схід від Клуж-Напоки, 107 км на північний захід від Брашова.

## Населення
За даними перепису населення 2002 року у селі проживали 2385 осіб.
Національний склад населення села:
| Національність | Кількість осіб | Відсоток |
| -------------- | -------------- | -------- |
| угорці         | 2320           | 97,3%    |
| румуни         | 37             | 1,6%     |
| цигани         | 27             | 1,1%     |

Рідною мовою назвали:
| Мова      | Кількість осіб | Відсоток |
| --------- | -------------- | -------- |
| угорська  | 2319           | 97,2%    |
| румунська | 38             | 1,6%     |
| циганська | 27             | 1,1%     |